# Società segrete a Singapore
Le società segrete a Singapore sono gruppi criminali di Singapore ad oggi in gran parte debellati. Rimangono ancora piccoli gruppi, i cui appartenenti sono in gran parte adolescenti, che tentano di emulare le società del passato.
Malgrado oggi siano quasi scomparse, ebbero una grande importanza nella storia moderna della città. La fondazione della città nel 1819 vide l'arrivo di migliaia di cinesi che trapiantarono in loco i sistemi sociali cinesi. Sebbene le società segrete siano associate alla violenza e alle estorsioni, giocarono anche un ruolo nella costruzione del tessuto sociale dei primi migranti cinesi.
In principio fu dato loro ampio margine di manovra per il controllo della popolazione cinese grazie alle politiche adottate dai coloni britannici che speravano di ottenere stabilità sociale. Ma all'inizio del XIX secolo le società segrete divennero una minaccia significativa per la legge e l'ordine a Singapore e le autorità britanniche, che non tollerarono più le guerre tra bande e le attività clandestine, adottarono dei metodi per controllare la crescita delle società segrete che le portò ad un lento declino.

## Società segrete
- Ah Kong
- Ang Soon Tong
- Ghee Hin Kongsi
- Hai San
- Salakau
- Wah Kee